# Monceau-sur-Oise
Monceau-sur-Oise es una comuna francesa situada en el departamento de Aisne, de la región de Alta Francia.

## Geografía
Está ubicada a orillas del río Oise, a 17 km al noroeste de Vervins. 

## Demografía
| 157 | 178 | 109 | 128 | 127 | 142 | 131 | 123 |
| Para los censos de 1962 a 1999 la población legal corresponde a la población sin duplicidades (Fuente: INSEE [Consultar]) |     |     |     |     |     |     |     |